# Хоенштајн (Тирингија)
Хоенштајн (њем. Hohenstein) општина је у њемачкој савезној држави Тирингија. Једно је од 32 општинска средишта округа Нордхаузен. Према процјени из 2010. у општини је живјело 2.646 становника. Посједује регионалну шифру (AGS) 16062062.

## Географски и демографски подаци
Хоенштајн се налази у савезној држави Тирингија у округу Нордхаузен. Општина се налази на надморској висини од 235 метара. Површина општине износи 60,8 km². У самом мјесту је, према процјени из 2010. године, живјело 2.646 становника. Просјечна густина становништва износи 44 становника/km².

## Међународна сарадња
| Мјесто | Држава    | Врста сарадње | Од    |
| ------ | --------- | ------------- | ----- |
|        | Француска | контакт       | 2007. |
|        | САД       | пријатељство  | 2007. |
| Извор  |           |               |       |